# 클라우디아 갈리
클라우디아 갈리(Claudia Galli, 1978년 8월 3일 ~ )는 스웨덴의 배우이다.

## 출연 작품
- 안데르손 히트 더 로드 (2013)
- 더 히든 차일드 (2013)
- 이노센틀리 컨빅티드 (2008)